# 黑鬚黑巨口魚
黑鬚黑巨口魚（学名：Melanostomias tentaculatus）为輻鰭魚綱巨口鱼目巨口鱼科的其中一種。分布於全球三大洋海域，為深海魚類，棲息深度30-950公尺，體長可達24公分。

## 扩展阅读
維基物種上的相關：黑鬚黑巨口魚